# 사랑을 빌려 드립니다
"사랑을 빌려 드립니다"는 1976년에 개봉한 대한민국의 영화이다.

## 캐스팅
- 송재호
- 우연정
- 도금봉
- 최남현
- 현주
- 방희정
- 박희숙
- 윤동린
- 봉승현
- 허성식
- 조학자
- 박예숙
- 이소정
- 안진수
- 라갑성
- 조대진
- 김기종
- 최준
- 이예성